# Histoire des Juifs à Lunel

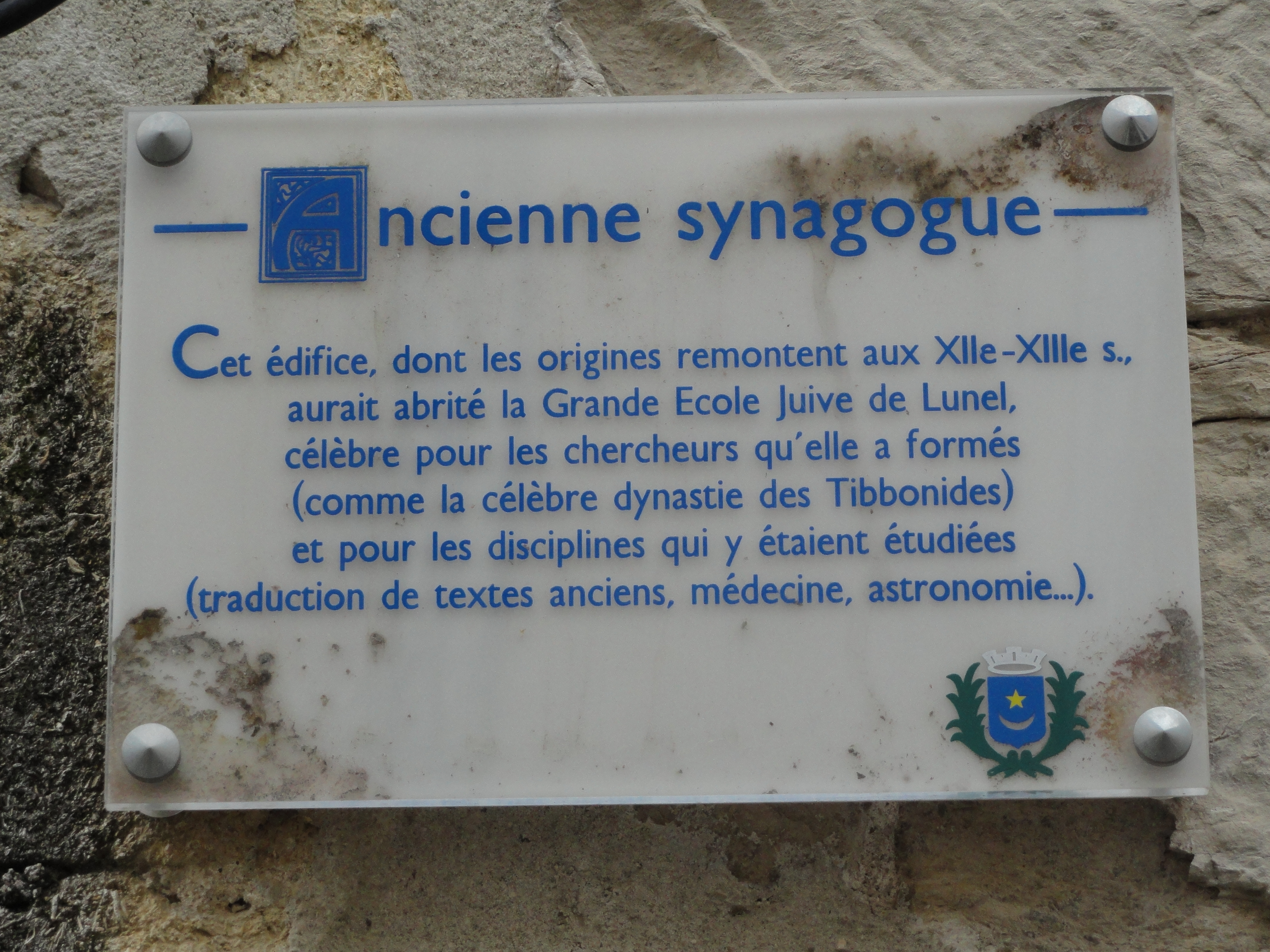
Plaque sur le mur de l'ancienne synagogue de Lunel

Lunel est une ville du département de l'Hérault, située à mi-distance entre Nîmes et Montpellier. Au Moyen Âge, elle comptait une communauté juive très active, qui possédait une école de médecine. Centre d'érudition important, la ville amorce son déclin après l'expulsion des Juifs par Philippe IV le Bel en 1306.

## Légende
Une légende tenace, mais non vérifiable, ni par les archives ni par l'archéologie, raconte que la ville de Lunel aurait été fondée par des Hébreux de Jéricho, ayant fui la Palestine après la capture de leur ville en 70 par Vespasien durant la Première guerre judéo-romaine. Comme le mentionne dès la fin du XIXe siècle l'abbé A Roüet dans son livre détaillé sur la ville de Lunel au Moyen Âge, aucune preuve tangible ne vient étayer cette légende:
« Mr. de Jouy, dans L'Hermite en province, attribue sa fondation à une colonie de Juifs, qui seraient sortis de leur patrie après la prise de Jéricho, il y a à peine 1 800 ans. Son unique preuve est le nom de Lunel ou Luna, qui signifie, dit-il, en hébreu Nouvelle Jéricho. Cette subtilité étymologique n'a pas des fondements plus solides que les murailles célèbres qui tombèrent au seul bruit des trompettes de Josué. »

## Histoire

### Communauté juive au Moyen Âge
Il est plus vraisemblable que Lunel soit née autour de l'an mille. Les premiers documents écrits mentionnent un seigneur Gaucelm en 1007, puis un castrum en 1035. La ville va se développer rapidement et au XIIIe siècle, elle compte déjà 5 000 habitants.
Dès le XIe siècle, il semble qu'une communauté juive, probablement originaire d'Espagne, soit présente en ville. Même s'il ne reste que peu de vestiges attestant de la présence juive au Moyen Âge central, l'importance de Lunel et son rayonnement dans le monde juif de l'époque la font souvent dénommer aujourd'hui la petite Jérusalem médiévale,. Elle a parfois été appelée   המגדל של יריחו (HaMigdal Shel Yeriho – La Tour de Jéricho) ou בקעת יריחו (Bik-At Yeriho – Vallée de Jéricho) par d'éminents rabbins de l'époque tels que Zerakhia Halevi Gerondi (1125-vers 1186) dans sa préface du Shirat ha-maor ou Isaac Lattes (XIVe siècle) dans son Sha'are Ẓiyyon, en référence à la légende (voir supra). Importante dès le XIe siècle, la communauté juive se développe encore au XIIe siècle, et Benjamin de Tudèle, qui s'y rend en 1166, raconte dans ses mémoires que la communauté juive de Lunel se composait de 300 membres, dont certains étaient très érudits et fortunés, et prenaient plaisir à offrir l'hospitalité à de pauvres étudiants désireux de fréquenter son illustre académie. Cette institution devint si importante au XIIe siècle qu'on la nommait la « demeure de la Torah » ou l'« antichambre du Temple ».
Les seigneurs de Lunel sont en général très bien disposés à l'égard des Juifs. En 1252, Alphonse de Poitiers, dont la vue s'est sérieusement détériorée fait appel à Raymond Gaucelm, seigneur de Lunel, pour qu'il envoie deux Juifs de sa ville en Aragon consulter le docteur juif espagnol Ibrahim, considéré comme un des meilleurs oculistes de l'époque. En 1295, Rosselin de Lunel, malgré les interdictions prononcées par les conciles ecclésiastiques, met en gage les revenus de sa baronnie à un Juif nommé Thauros.
À la mort de Rosselin Gaucelm, en 1295, celui-ci n'ayant pas d'héritier mâle, Lunel, passe aux mains du roi de France Philippe le Bel. On recense alors 240 juifs, soit 4,3 % de la population totale, dont 5 propriétaires de maisons. Au même moment, 20 maisons possédées par des juifs sont inoccupées.
En 1319, les Juifs de Lunel sont arrêtés et ceux accusés durant la Semaine sainte, dans un « simulacre outrageux », d'avoir traîné dans la poussière à travers les rues de la ville, un crucifix, voient leurs biens saisis. En 1394, le roi Charles VI expulse de son royaume tous les Juifs qui y demeurent encore. Comme ceux des autres communautés, les Juifs de Lunel sont contraints de partir précipitamment, laissant tous leurs biens derrière eux. Beaucoup parmi eux se réfugient dans le Comtat Venaissin, d'autres rejoignent la Provence ou le Piémont.
Pendant plusieurs siècles, il n'y aura plus aucun Juif à Lunel.

### Sages de Lunel
Les noms de certains d'entre eux nous sont connus par leurs écrits. D'autres par le récit de voyageurs dont Benjamin de Tudèle.
Aux XIIe et XIIIe siècles, on peut citer : Mechoulam ben Jacob, connu aussi sous le nom de rabbi Mechoulam hagadol (Mechoulam le grand), un homme très érudit; Juda ben Saul ibn Tibbon, un médecin et traducteur et l'ami de Mechoulam ben Jacob qu'il admire et vénère: « Son âme était attachée à la science de Dieu, et la sagesse était son héritage. Il éclairait nos ténèbres et nous montrait le véritable chemin »; Samuel ibn Tibbon, traducteur de l'arabe en hébreu du More Nevoukhim (Guide des Égarés) de Maïmonide que ce dernier avait envoyé aux sages de Lunel, afin de répondre à leurs interrogations. À la suite d'une des lettres de Samuel ibn Tibbon à Maïmonide dans laquelle il lui annonce être en train de traduire son livre, Maïmonide répond:
«  Vous, habitants de Lunel, et Juifs des villes voisines, vous seuls tenez encore d’une main ferme le drapeau de la Thora. Vous étudiez le Talmud et êtes des savants. En Orient, l’activité intellectuelle des Juifs est nulle. Dans toute la Syrie, la ville d’Alep seule renferme quelques personnes qui se consacrent à l’étude du Talmud et aux sciences, mais sans ardeur. Dans l’Irak on ne trouve que deux ou trois raisins (des hommes intelligents). Les Juifs du Yémen et du reste de l’Arabie savent peu de choses du Talmud, ils ne s’intéressent qu’à l’Aggada. Quant au Maghreb, vous savez combien les Juifs y sont malheureux ! Vous êtes donc les seuls soutiens de la Loi; soyez forts et courageux. »
On peut aussi citer les talmudistes Zerakhia ben Isaac Halevi Gerondi, connu sous le titre de Baal Ha-Maor du nom de son ouvrage le plus connu, Manoah ben Jacob et Jonathan ben David ha-Kohen, dont Paul Fenton, professeur de langue et littérature hébraïques à l’université de Paris-Sorbonne, vient de publier la traduction en français d'une de ses lettres adressées à Maïmonide et retrouvée dans la Guenizah du Caire; Abba Mari ben Moses ben Joseph connu aussi sous le nom de Don Astruc de Lunel, auteur Minḥat Ḳena'ot. Dans ce recueil, il regroupe les lettres échangées de 1303 à 1306 entre les champions de l'orthodoxie dont fait partie le rabbin Isaac ben Abigdor Simeon ben Joseph de Lunel, appelé « En Duran de Lunel », et Meïr ben Isaiah et les partisans des sciences et de la philosophie où se retrouvent entre autres, Solomon ben Isaac, appelé « le Prince », qui avait été mandaté en 1286, avec plusieurs autres Juifs, pour collecter les taxes imposées par le roi Philippe le Bel aux Juifs de la juridiction du sénéchal de Carcassonne.
On trouve aussi le médecin Solomon, probablement la même personne que le Maestro Solomon Davin, auteur d'un ouvrage sur la fièvre ; Sen Samuel, commentateur du Moré Névoukhim (Guide des Égarés) ; l'astronome Salmon ; et au XIVe siècle, le philosophe Asher ben Abraham Cohen.
L’école juive de Lunel est abandonnée après l’expulsion des Juifs par le roi de France Philippe IV le Bel en 1306. Malgré les révocations de cette expulsion en 1315 puis en 1359, aucun juif ne revient à Lunel.
Plusieurs érudits de Lunel portent le surnom Yarḥi (de Lunel), parmi eux : Abraham ben Nathan ha-Yarḥi,, auteur du Manhig (Le Guide),, David ha-Yarḥi, Abraham ben Solomon Yarḥi Zarfati, Aryeh Judah ha-Yarḥi ben Levi et Salomon ben Abba Mari ha-Yarḥi qui vécut dans la seconde moitié du XIVe siècle et a écrit une grammaire hébraïque intitulée Leshon Limmudim.
Le nom Lunel est un nom assez répandu parmi les personnes d'ascendance juive, originaires du sud de la France, tel Armand Lunel.

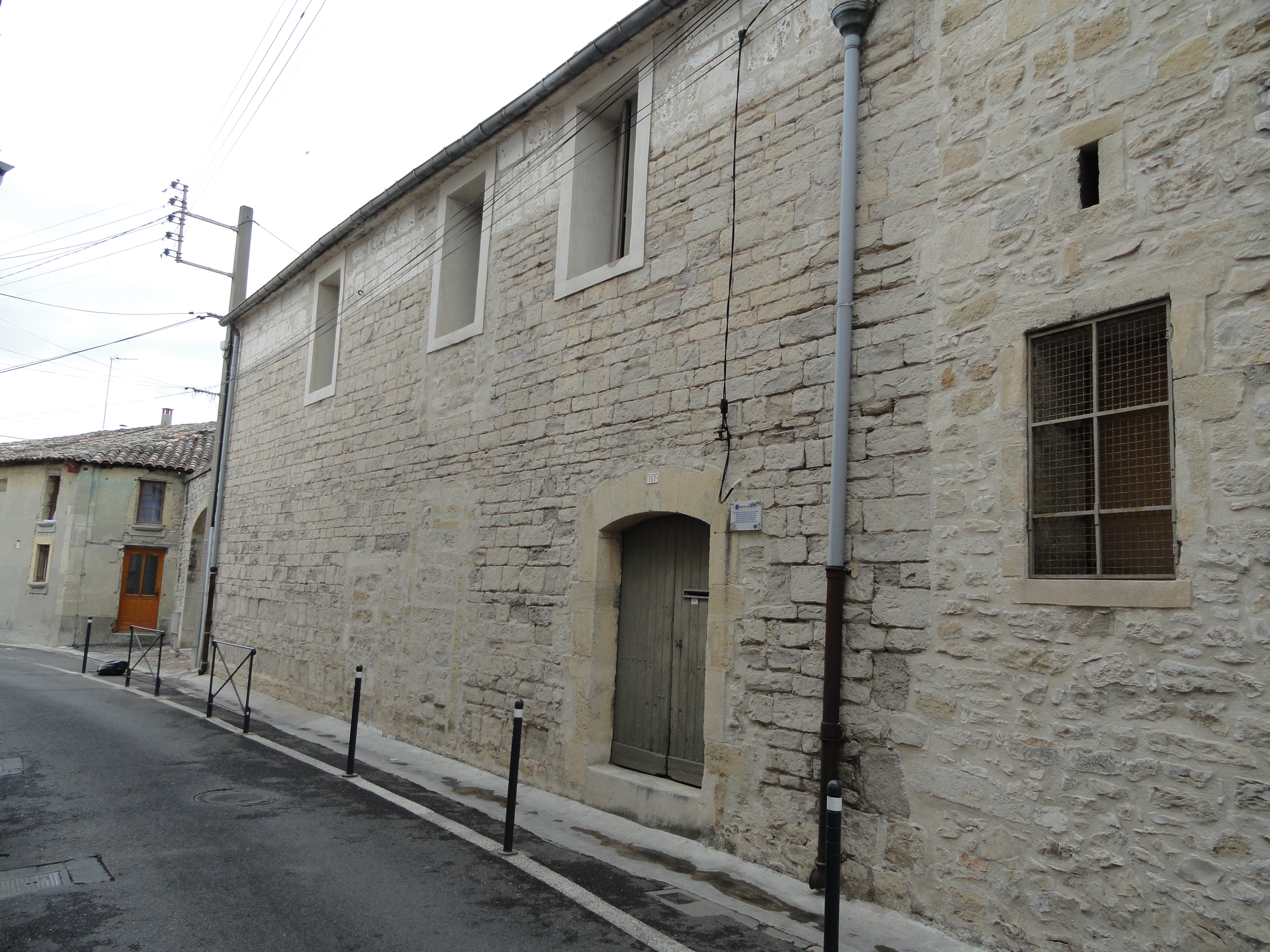
Mur de l'ancienne synagogue de Lunel

### Lunel actuellement
Presque rien ne subsiste de la communauté juive florissante du Moyen Âge.
Un des murs extérieur de l'hôtel particulier de Bernis, construit en 1706 à la demande de Jean-Pierre de Pierre, gouverneur de Lunel, a été identifié comme étant vraisemblablement celui de la synagogue médiévale. La municipalité de Lunel y a apposé une plaque.
La hauteur du mur et sa construction tendent à prouver qu'il appartenait à un édifice public. Des repérages archéologiques font état d'un four à pain et d'un puits, ce qui est un début de preuve d'un lieu cultuel. Reste à trouver le mikvé (bain rituel) mais aucune nouvelle recherche n'est actuellement entreprise.
La municipalité a fait installer, en face du mur de la synagogue, un panneau émaillé résumant l'histoire du passé juif de la ville :
| Texte du panneau |
| --- |

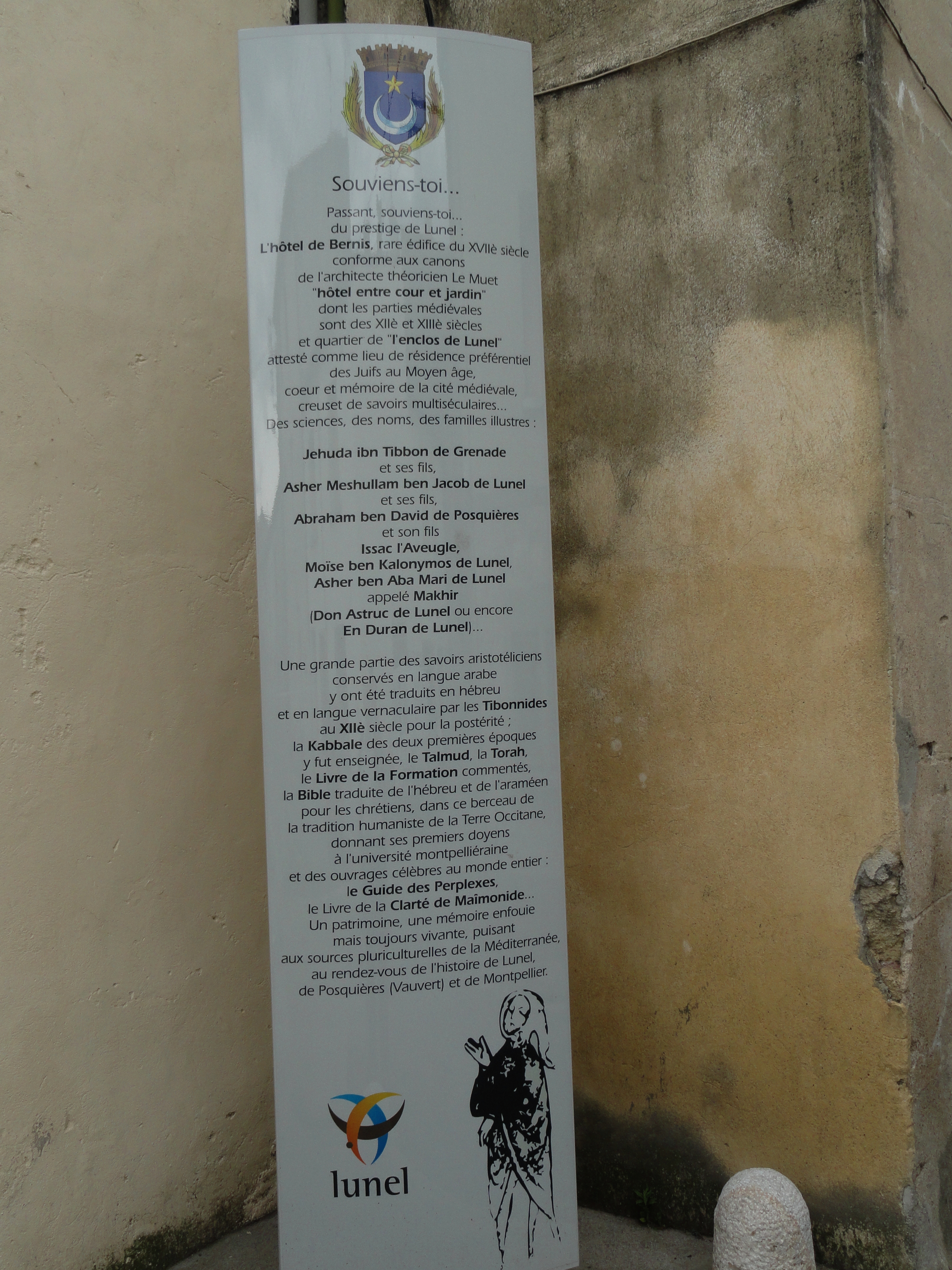
Panneau donnant un bref historique de l'histoire des Juifs de Lunel

| Souviens-toi Passant, souviens-toi du prestige de Lunel : L'hôtel de Bernis, rare édifice du XVIIe siècle conforme aux canons de l'architecte théoricien Le Muet « hôtel entre cour et jardin » dont les parties médiévales sont des XIIe et XIIIe siècles et quartier de « l'enclos de Lunel » attesté comme lieu de résidence préférentiel des juifs du Moyen âge, cœur et mémoire de la cité médiévale, creuset de savoirs multiséculaires Des sciences, des noms de familles illustres: Jehuda ibn Tibbon de Grenade et ses fils Abraham ben David de Posquières et son fils Isaac l'Aveugle Moïse ben Kalonymos de Lunel, Asher ben Aba Mari de Lunel appelé Makhir (Don Astruc de Lunel ou encore En Duran de Lunel)… Une grande partie des savoirs aristotéliciens conservés en langue arabe y ont été traduits en hébreu en langue vernaculaire par les Tibonnides au XIIe siècle pour la postérité ; la Kabbale des deux premières époques y fut enseignée, le Talmud, la Torah, le Livre de la Formation commentés, la Bible traduite de l'hébreu et de l'araméen pour les chrétiens, dans ce berceau de la tradition humaniste de la terre Occitane, donnant ses premiers doyens à l'université montpelliéraine et des ouvrages célèbres au monde entier le Guide des Perplexes, Le Livre de la Clarté de Maïmonide… Un patrimoine, une mémoire enfouie mais toujours vivante, puisant aux sources pluriculturelles de la Méditerranée, au rendez-vous de l'histoire de Lunel, de Posquières (Vauvert) et de Montpellier. |